# 美容冠
莫美容或仿生冠，是一个伪概念。指部分美容整形机构将医疗口腔科之中用于修复重度龋齿、牙齿断裂等病症的人造牙冠的技术手段错误地用在牙齿美容之上，主要针对牙齿改色和修改牙列不齐。将来访美容者的健康牙齿进行打磨改小之后，镶假牙用来进行所谓的“牙齿美白”或“牙齿矫正”，而實質是镶烤瓷牙或全瓷牙，美容冠一词也仅仅只是美容整形机构臆造“发明”出来的一种名词。此外，全世界任何牙科的书籍当中，均不存在“美容冠”的说法。

## 后遗症
牙科专家指出该美容方法会伤害健康牙齿和根管，因牙齿不会再生，故“美容冠”是不可逆转的。另因为磨除了过多的牙体组织，后期极易引发牙龈感染等病症，甚至引起牙周炎，不得不拔除牙齿。部分患者因大量做牙，破坏了牙齿本身的咬合关系，甚至需做全口牙齿咬合重建，从而造就了患者过多的痛苦。

## 相关争议

### 虚假宣传

某牙科诊所广告的美容冠前后效果对比案例，经多名医生鉴定，若没有通过牙齿正畸等其他方法而仅使用牙冠修复，达不到右图的效果。故该广告属虚假广告。

一些美容整形机构宣称七天快速矫正、两小时美牙、终身使用、洁白整齐、不伤原牙、没有异物感，甚至还称美容冠是起源于欧美、日韩等国家的新型技术。更有甚者将美容冠和烤瓷牙这两种完全相同的物品作对比，从而混淆大众。
然而，真正医学牙科临床的烤瓷牙亦是绝对不可能做到没有任何异物感，烤瓷牙制备过程或因各种原因需拆除烤瓷牙的时候也不可能做到不伤原牙，且镶烤瓷牙的患者需要半年复查一次，通常使用期限为10年。

### 不当治疗
如果患有四环素牙、氟斑牙，应首选冷光美白等技术；如果牙列不齐，应首选牙齿正畸。牙齿牙列不齐非常严重的情况下制作美容冠，则极其容易伤到牙髓，若磨牙过多，咀嚼时候若受力过大，可能造成牙根折裂。且仅是外观整齐，而牙根部位依旧是初始状态。

### 案例
中国大陆电影《芈月传》的主演之一刘涛曾有做过全口美容冠，其於2016年2月22日在其个人新浪微博表示其进过很多次牙科医院、经历过多次全口咬合重建，并劝导网友千万不要把健康牙齿做成烤瓷牙。